# 東京労災病院
独立行政法人労働者健康安全機構 東京労災病院（どくりつぎょうせいほうじんろうどうしゃけんこうあんぜんきこう とうきょうろうさいびょういん）とは東京都大田区大森南にある医療機関であり、独立行政法人労働者健康安全機構が運営する労災病院である。
救急告示病院に指定され、地域医療支援病院の承認を受ける。

## 沿革
1949年（昭和24年）5月開院。
同年2月17日に開院した九州労災病院に次いで、全国で2番目に歴史が古い労災病院である。

## 部門

### 診療科
- 内科
- 腎臓代謝内科 - 血液浄化療法室に透析用病床15床を有する[3]。
- 消化器内科
- 糖尿病・内分泌内科
- 呼吸器内科
- 脳神経内科
- 循環器科
- メンタルヘルス科（精神・神経科） - 専門医不足のため、数年間に亘って従来の掛かり付け患者以外は診療を受け付けず、初診患者の診療を中止していたが、専門医が拡充したため、再開された[4]。
  - 大人の発達障害外来[4]
- 小児科
- 外科
- 呼吸器外科
- 乳腺外科
- 整形外科
- 形成外科・美容外科
- 脳神経外科
- 脳神経移植科
- 皮膚科
- 眼科 - 専門医不足のため、従来の掛かり付け患者以外は診療を受け付けておらず、初診診療を中止している。ただし、初診であっても紹介状を持参している患者の場合はこの限りではなく、診療を受け付けている。
- 泌尿器科
- 婦人科
- 耳鼻咽喉科
- リハビリテーション科 - 平成中期頃に外来としてのリハビリテーション科を廃止。以降は怪我などによってリハビリが必要と判断された入院患者（つまり、完治の見込がある患者）のみを対象としている[5]。
- 放射線診断科
- 放射線治療科
- 麻酔科
- 中毒診療科 - 一時休診中（2016年1月7日病院発表）[6]
- 救急科 - 2017年の救急患者搬送数3,580台[7]

### 労働者医療専門センター
- 血管内治療センター
- アスベスト疾患センター
- 傷のケアセンター（難治性創傷治療センター）
- 呼吸器センター
- 手外科センター - 病院の位置する東京都大田区の大森・蒲田地域は「物づくりの町」として全国に知られる地域であり、このような環境もあり、手や肘の外傷・疾患治療の多い地域となっている。さらには、羽田空港に隣接するため、空港での業務に加え空港拡張建設業務による手指外傷も少なくない。2014年8月、当センターを院内に設置[8]。

### その他部門
- 医療サポートセンター - 医療ソーシャルワーカーが生活の相談に応じる[9]。
- 入退院支援センター
- 両立支援センター - 治療と職業生活の両立支援に関する相談窓口[10]
- 勤労者メンタルヘルス研究センター - 精神障害による労働災害の発生状況や行政のニーズを踏まえ、労災疾病等に係る医学研究を行っている[11]。
- 脳卒中相談窓口

## 廃止された診療科
- 歯科 - 開院と同時に設置されたが、昭和後期ごろに廃止。

## 医療機関の指定等
（下表の出典）
| 保険医療機関                                             | 公害医療機関                                                               |
| 労災保険指定医療機関                                     | 母体保護法指定医の配置されている医療機関                                   |
| 指定自立支援医療機関（更生医療）                         | 地域医療支援病院                                                           |
| 指定自立支援医療機関（育成医療）                         | 災害拠点病院                                                               |
| 指定自立支援医療機関（精神通院医療）                     | 臨床研修病院                                                               |
| 身体障害者福祉法指定医の配置されている医療機関           | 特定行為研修指定研修機関                                                   |
| 精神保健指定医の配置されている医療機関                   | 特定疾患治療研究事業委託医療機関                                           |
| 生活保護法指定医療機関                                   | DPC対象病院                                                                |
| 難病の患者に対する医療等に関する法律に基づく指定医療機関 | 難病の患者に対する医療等に関する法律に基づく指定医の配置されている医療機関 |
| 原子爆弾被害者一般疾病医療取扱医療機関                   |                                                                            |

- 公益財団法人日本医療機能評価機構認定病院[13]
- このほか、各種法令による指定・認定病院であるとともに、各学会の認定施設でもある。

## 認定専門医人数
（下表の出典）
| 資格名           | 人数  | 資格名                     | 人数  |
| ---------------- | ----- | -------------------------- | ----- |
| 整形外科専門医   | 5.0人 | 腎臓専門医                 | 1.0人 |
| 皮膚科専門医     | 1.0人 | 小児科専門医               | 2.0人 |
| 麻酔科専門医     | 2.0人 | 内分泌代謝科専門医         | 2.0人 |
| 放射線科専門医   | 2.0人 | 消化器外科専門医           | 3.0人 |
| 眼科専門医       | 1.0人 | 超音波専門医               | 1.0人 |
| 産婦人科専門医   | 3.0人 | 細胞診専門医               | 1.0人 |
| 耳鼻咽喉科専門医 | 2.0人 | 透析専門医                 | 2.0人 |
| 泌尿器科専門医   | 2.0人 | 脳神経外科専門医           | 5.0人 |
| 形成外科専門医   | 1.0人 | リハビリテーション科専門医 | 1.0人 |
| 病理専門医       | 1.0人 | 呼吸器外科専門医           | 2.0人 |
| 総合内科専門医   | 5.0人 | 消化器内視鏡専門医         | 5.0人 |
| 外科専門医       | 5.0人 | 神経内科専門医             | 1.0人 |
| 糖尿病専門医     | 1.0人 | リウマチ専門医             | 1.0人 |
| 肝臓専門医       | 2.0人 | 気管支鏡専門医             | 3.0人 |
| 感染症専門医     | 1.0人 | 核医学専門医               | 1.0人 |
| 救急科専門医     | 2.0人 | 脳血管内治療専門医         | 3.0人 |
| 循環器専門医     | 3.0人 | 周産期（新生児）専門医     | 1.0人 |
| 呼吸器専門医     | 4.0人 | 生殖医療専門医             | 1.0人 |
| 消化器病専門医   | 4.0人 | 精神科専門医               | 2.0人 |

## 不祥事
- 2024年4月19日、インプラントの選定を巡り業者に便宜を図った見返りに現金約50万円を受け取ったとして、病院の整形外科副部長が収賄容疑で逮捕された[15][16]。副部長は贈賄側の医療機器メーカー「HOYA Technosurgical」側から同社製インプラントを使うたびにポイントがたまる仕組みを提案され、私的な飲食費などの領収書と交換する形でポイント分の現金を受け取っていた。捜査関係者によると、同病院では複数メーカーのインプラントが用意され、医師はそれぞれ選んで使う仕組みだった。副部長は同僚に同社のインプラント使用を推奨し、部下らが使用した分のポイントも自身に加算させていた[17]。5月10日、別に現金20万円の賄賂を受け取っていたとして副部長が再逮捕された[18]。8月27日、元副部長が東京地方裁判所から懲役1年6月、執行猶予3年、追徴金77万円の有罪判決を言い渡された[19]。

## 交通アクセス
- JR東日本京浜東北線大森駅東口から京浜急行バス森26・森56系統「森ヶ崎」行で20分、終点下車。
- JR京浜東北線蒲田駅東口から京浜急行バス蒲36系統「森ヶ崎」行で30分、終点下車。
- 京急本線平和島駅から京浜急行バス森26・森56系統「森ヶ崎」行で10分、終点下車。
- 東京モノレール羽田空港線昭和島駅西口下車、徒歩15分。